# Негушка часовникова кула
Часовниковата кула (на гръцки: Ο πύργος του ωρολογίου) е една от архитектурните забележителности на южномакедонския град Негуш, Гърция.

## Местоположение
Кулата е разположена в центъра на града, на площада „Димархия“, срещу кметството (демархията).

## История
Построена е в 1895 година (1311 ог Хиджра), като дарение от Георгиос Анастасиу Кирицис, което се разбира от двуезичния османски и гръцки надпис. Часовникът е дело на известната британска компания „Джон Смит & Синове“ от Дарби и използва механизма на Кристиан Хюйгенс.

## Архитектура
Кулата е построена върху хексагонална основа от дялан камък и се стеснява във височина. Състои се от четири секции с напречни корнизи и камбана на върха. Часовникът е разположен точно под камбаната. Кулата показва архитектурни сходства с Воденската часовникова кула.
В 1997 година и отново в 2005 година кулата е обявена за паметник на културата.